# Calydna micra
Calydna micra är en fjärilsart som beskrevs av Bates 1868. Calydna micra ingår i släktet Calydna och familjen Riodinidae. Inga underarter finns listade i Catalogue of Life.